# Лаурис, Янис Янович
Янис Янович Лаурис (латыш. Jānis Lauris; 11 февраля 1952 — 14 марта 2011) — советский латышский легкоатлет, специалист по прыжкам с шестом. Выступал за сборную СССР по лёгкой атлетике в 1970-х годах, обладатель бронзовой медали чемпионата Европы в помещении, победитель матчевой встречи со сборной США, многократный призёр первенств всесоюзного и республиканского значения. Мастер спорта СССР международного класса. Военнослужащий.

## Биография
Янис Лаурис родился 11 февраля 1952 года.
Занимался лёгкой атлетикой в Риге под руководством тренера Таливалдиса Будевича, выступал за всесоюзное физкультурно-спортивное общество «Динамо». Неоднократно становился чемпионом и рекордсменом Латвийской ССР в прыжках с шестом.
Первого серьёзного успеха на всесоюзном уровне добился в сезоне 1972 года, когда на зимнем чемпионате СССР в Москве стал в прыжках с шестом бронзовым призёром.
В 1973 году выиграл серебряную медаль на другом зимнем чемпионате СССР в Москве, занял седьмое место на чемпионате Европы в помещении в Роттердаме. Летом одержал победу в матчевой встрече со сборной США в Минске, получил серебро на чемпионате СССР в Москве, показал четвёртый результат на Универсиаде в Москве.
В 1974 году с всесоюзным рекордом 5,30 победил на зимнем чемпионате СССР в Москве, взял бронзу на чемпионате Европы в помещении в Гётеборге, был седьмым на чемпионате Европы в Риме.
В 1975 году выиграл серебряные медали на зимнем чемпионате СССР в Ленинграде и на чемпионате страны в рамках VI летней Спартакиады народов СССР в Москве. Во втором случае установил свой личный рекорд на открытом стадионе — 5,40 метра.
Завершил спортивную карьеру по окончании сезона 1978 года.
За выдающиеся спортивные достижения удостоен почётного звания «Мастер спорта СССР международного класса».
Умер 14 марта 2011 года в возрасте 59 лет.